# Laborfalva
Laborfalva (románul Sântionlunca): Uzon településrésze a mai Romániában Kovászna megyében. 1899-ben Szentivánnal egyesítették Szentivánlaborfalva néven, ma vele együtt Uzonhoz tartozik. 1869-ben 591 lakosa volt.

## Látnivalók
Református temploma a 18. században épült.

## Híres szülöttei
- Itt született 1819-ben Berde Áron jogász, egyetemi tanár, a kolozsvári Tudományegyetem rektora,
- Itt született 1815-ben Berde Mózsa ügyvéd, 1848-ban Háromszék kormánybiztosa, az önvédelmi ellenállás szervezője,